# Pintoresco

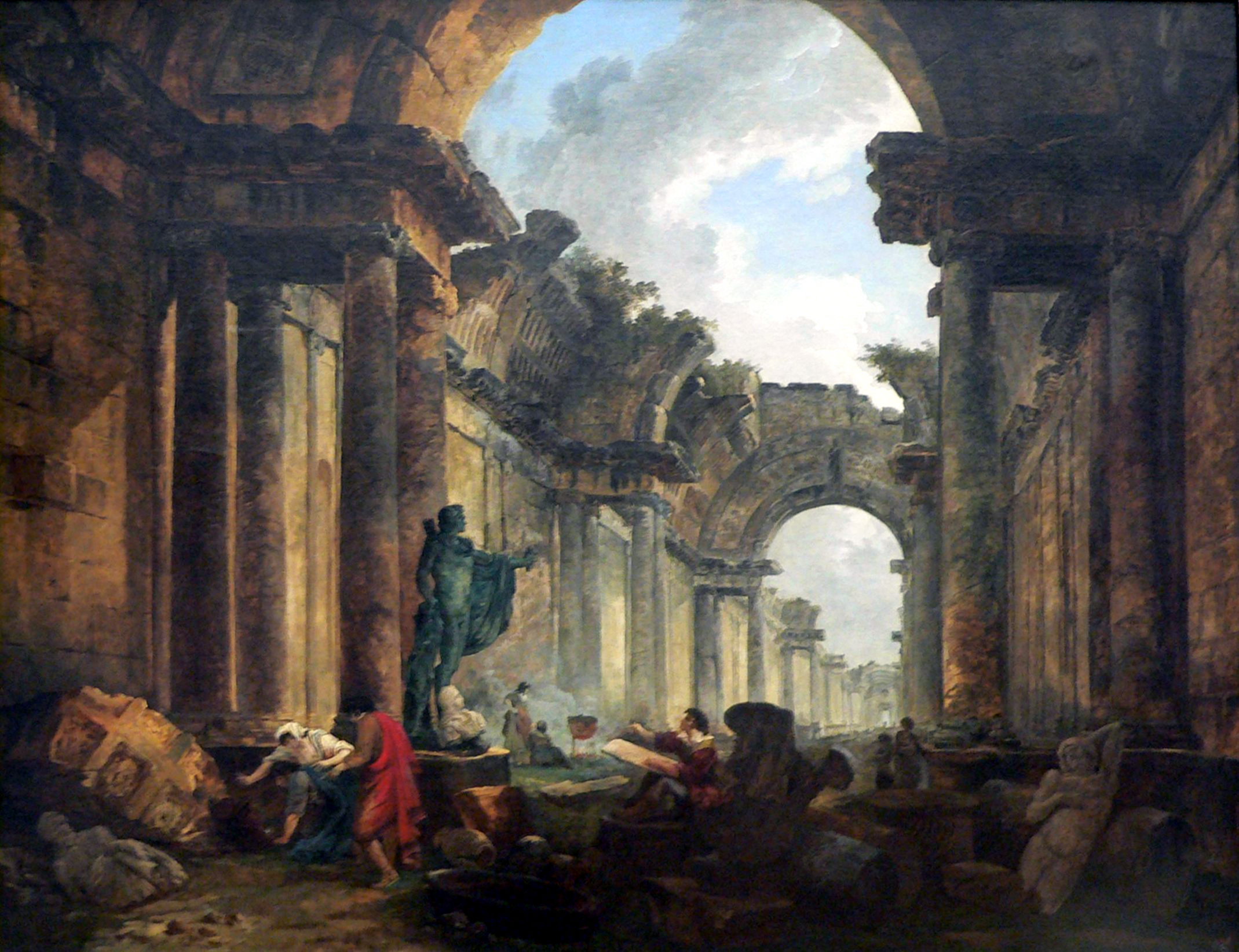
Vista imaginaria de la Gran Galería del Louvre en ruinas (1796), de Hubert Robert.

Lo pintoresco es una categoría estética surgida en el siglo XVIII en el Reino Unido, íntimamente relacionada con el movimiento romántico. El término proviene del vocablo italiano pittoresco, que significa «similar a la pintura», «a la manera del pintor», queriendo expresar una propiedad de los objetos, paisajes o cualquier otro elemento del mundo de los sentidos que, por sus características, cualidades, belleza o singularidad, es digno de ser pintado, de ser representado en una obra de arte. Lo pintoresco es aquel estímulo visual que aporta una sensación tal de singularidad que pensamos que debería ser inmortalizado en un cuadro.

## Concepto
Como palabra, pintoresco fue empleado por primera vez por Giorgio Vasari en sus Vite, donde utiliza el término “alla pittoresca” para significar un objeto que es capaz de producir nuevos efectos en el terreno pictórico. En Francia, se empleó el término “genre pittoresque” para calificar la decoración rococó. Sin embargo, la significación actual y de significado estético del término surgió en Gran Bretaña en el siglo XVIII, en relación con la escuela filosófica empirista y el incipiente romanticismo, y en paralelo a la formulación de nuevas categorías estéticas como lo sublime.
Joseph Addison, en Los placeres de la imaginación (Pleasures of the Imagination, 1712), distinguió tres cualidades estéticas principales: belleza, grandeza (sublimidad) y singularidad (pintoresco). En su obra, establecía como motor de lo sublime y lo pintoresco la imaginación, que es la que condiciona nuestra interpretación del mundo circundante basada en primer lugar en los sentidos, pero tamizada por la mente, por nuestro gusto y nuestros recuerdos y educación. Para Addison, la imaginación es la fuente del impulso artístico creador, rechazando el principio clásico y académico del arte como imitación de la realidad, basado en reglas. En la base de lo pintoresco se hallaría la novedad, la singularidad de un objeto que nos produce admiración, una sorpresa agradable, lo cual produce curiosidad, ganas de aprehenderlo, de conocerlo mejor. La novedad comporta extrañeza, hecho por el cual nos atrae tanto un objeto bello como uno feo o monstruoso, pues su carácter singular despierta nuestra atracción por él. Así, Addison hizo una interpretación psicológica de lo pintoresco, ya que es una cualidad que agita nuestra mente, que nos provoca nuevas ideas o sensaciones. Es un impulso que parte de nuestra percepción sensible para provocarnos emociones, sentimientos.
La estética de lo pintoresco fue desarrollada por autores como William Gilpin (The Essays on the Picturesque, 1792), Uvedale Price (An Essay on the Picturesque as Compared with the Sublime and the Beautiful, 1794) y Richard Payne Knight (An Analytical Enquiry into the Principles of Taste, 1805). Price describió los placeres derivados de lo pintoresco, que son producidos por fenómenos como la irregularidad, la variación o la rudeza. Aplicado generalmente a la naturaleza, al paisaje, es cualquier visión natural que seduce a los sentidos por cualquiera de las cualidades descritas, por ser irregular, por su variedad o por ser una naturaleza agreste, salvaje. Estos autores vincularon la percepción de la naturaleza con el sentimiento admirativo y casi panteísta que de la naturaleza tenían los románticos, para los cuales era fuente de evocación y estímulo intelectual, elaborando una concepción idealizada de la naturaleza, que perciben de forma mística, llena de leyendas y recuerdos, como se percibe en su predilección por las ruinas.
Así pues, se puede definir lo pintoresco como un tipo de representación artística basada en unas determinadas cualidades como serían la singularidad, irregularidad, extravagancia, originalidad o la forma graciosa o caprichosa de determinados objetos, paisajes o cosas susceptibles de ser representadas pictóricamente. También se puede considerar pintoresca una escena que llama la atención por unas extrañas cualidades que hacen que sea llamativa, bien porque expresan temas de corte novelesco o porque muestran escenas idílicas o emotivas, generalmente ligadas a ambientes exóticos o bucólicos (escenas con pastores, pescadores, gitanos, etc). Lo pintoresco provoca asociaciones de ideas de índole caprichoso y evocador, produciendo un sentimiento estético entre la relajada y armoniosa visión de la belleza y la sobrecogedora grandeza de lo sublime. La estética de lo pintoresco influenció la pintura paisajística, que mostraría predilección por la naturaleza agreste, por las ruinas, los ambientes nocturnos o tormentosos, las cascadas, los puentes sobre ríos, cabañas en el bosque, etc. La composición pintoresca suele tener un plano profundo con contrastes efectistas, mostrando paisajes o grupos de personas revestidas de un notable interés plástico.

## Lo pintoresco en el arte

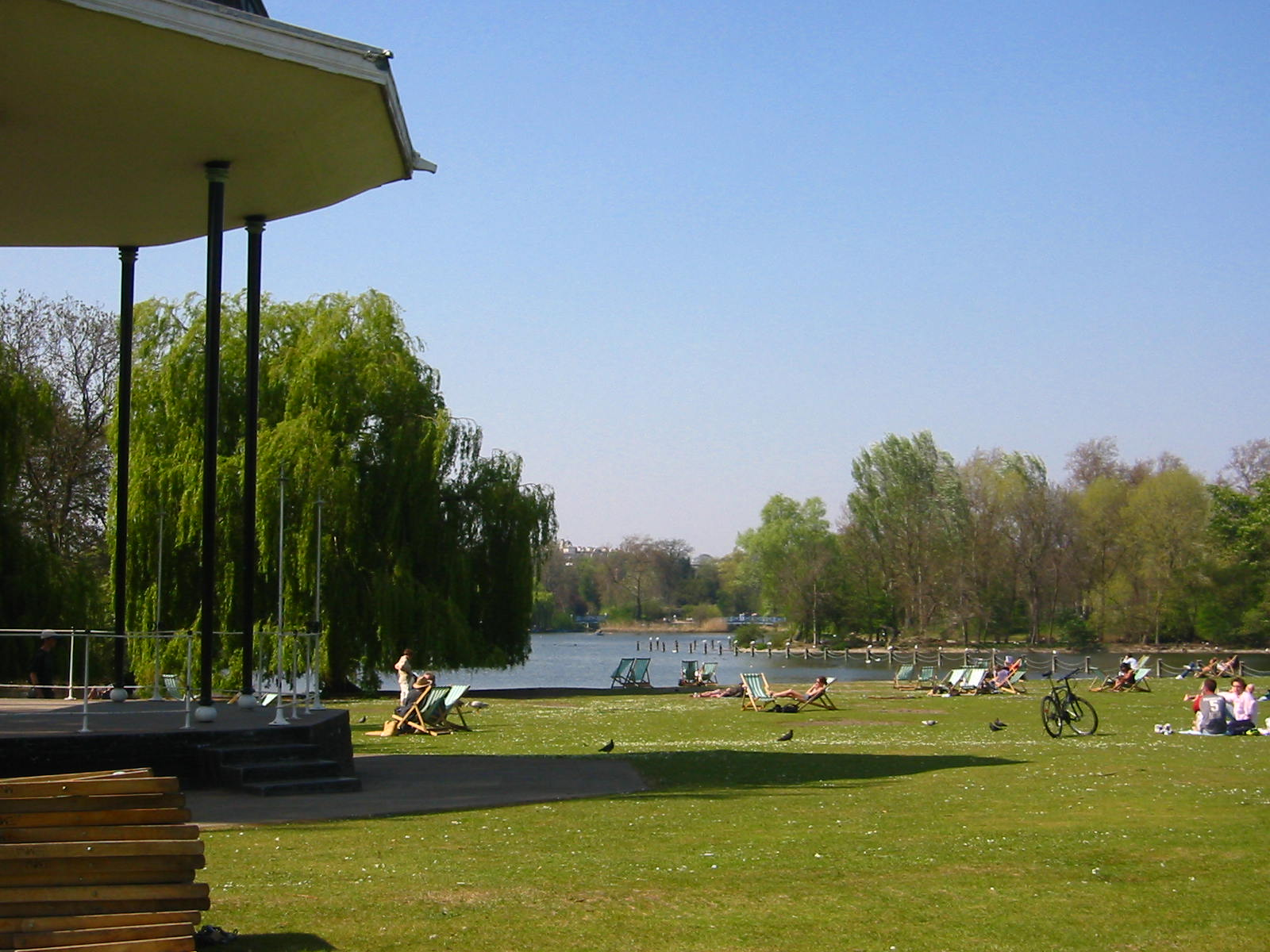
Regent's Park (Londres), de John Nash.

La influencia de lo pintoresco tuvo una gran relevancia en la jardinería y la arquitectura paisajista, propiciando la creación de complejas planimetrías donde, junto a una naturaleza exuberante, se unía una singular disposición de elementos arquitectónicos y ornamentales, con un creciente gusto por lo exótico y por el diseño historicista: podemos observar así la ubicación de elementos tan singulares como templetes clásicos, pagodas chinas, mezquitas árabes, o una cuidada recreación de ruinas grecorromanas o medievales. Se recibió igualmente la influencia de la jardinería oriental, como se aprecia en la obra A Dissertation on Oriental Gardening (1772), de Sir William Chambers, autor de los Kew Gardens a orillas del Támesis. El jardín pintoresco se vio reflejado en la ampliación de los jardines de Versalles, a cargo de Gabriel Thouin. En Inglaterra corrió en paralelo a la arquitectura neopalladiana de moda en el momento, con villas campestres como los jardines de Alexander Pope en Twickenham, los del conde de Burlington en Chiswick, los de influencia loreniana de Stourhead House o el palacio de Horace Walpole en Strawberry Hill. La figura sobresaliente de esta corriente fue John Nash, autor de diversas construcciones de estilo ecléctico, y que adaptó los nuevos hallazgos al urbanismo, como en la reurbanización del West End de Londres (1811-1826), donde diseñó un gran conjunto residencial en torno a una gran zona verde, el Regent's Park. Otra importante obra suya fue el Pabellón Real de Brighton (1815-1823). Otros arquitectos pintoresquistas ingleses fueron William Kent, Lancelot "Capability" Brown, Humphry Repton, etc. En Alemania, destacó la obra de Friedrich Ludwig Sckell, autor del Jardín Inglés de Múnich, así como Peter Joseph Lenné, que diseñó el Parque de Potsdam. En Italia destacó Giuseppe Jappelli, autor del Caffè Pedrocchi en Padua y de la Villa Torlonia en Roma.

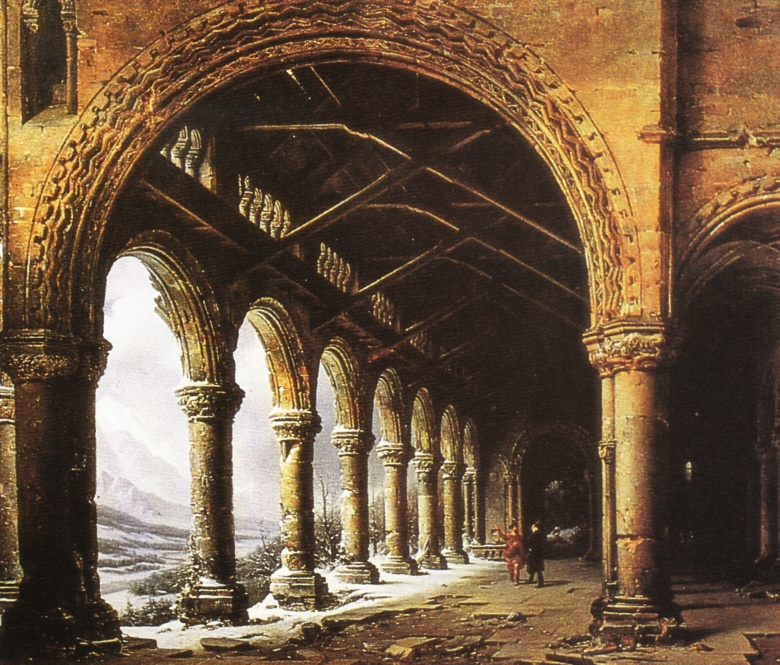
Niebla y nieve en las montañas, vistas a través de una ruina gótica (1826), de Louis-Jacques-Mandé Daguerre.

En el campo de la pintura, la tendencia pintoresquista tuvo una gran repercusión en el paisajismo. En Gran Bretaña, la pintura de paisaje tuvo un gran auge en el siglo XVIII, en paralelo a la arquitectura y la jardinería. En 1785, Alexander Cozens publicó un tratado sobre pintura de paisaje (Nuevo método para asesorar a la inventiva al dibujar composiciones paisajísticas originales) que recogía las nuevas aportaciones realizadas en el terreno de la estética por los filósofos empiristas. Cozens introdujo la idea de la “invención” de la naturaleza: en vez de imitarla, el artista recrea una noción ideal de la naturaleza, que es el medio expresivo de la emotividad del artista. Influido por la pintura china, elaboró obras donde, a partir de unas manchas de tinta sobre el lienzo, elaboraba un paisaje de naturaleza fantástica. Los paisajistas más importantes del tardobarroco fueron Joshua Reynolds y Thomas Gainsborough: Reynolds, artista y teórico del arte, tenía una línea más clásica, con influencia de Rafael y Van Dyck; Gainsborough enmarca el paisaje en escenas de la vida social inglesa, de gran idealización y armonía. Otros artistas destacados fueron Richard Wilson y John Crome, así como François Boucher, Jean-Honoré Fragonard y Hubert Robert en Francia, y Giovanni Paolo Pannini, Giovanni Niccolò Servandoni y Bernardo Bellotto en Italia, adscritos al género del “capriccio”, paisajes fantásticos con ruinas, de influencia piranesiana y vedutista. También se puede vislumbrar cierto aire pintoresco en las escenas costumbristas de los cartones para tapices de Francisco de Goya, así como en las vistas de Luis Paret y Alcázar.
Pero la estética del pintoresco tuvo su máxima representación en el romanticismo: el paisaje romántico sintetizó las principales características del género pintoresco, reflejando una naturaleza idealizada, de tipo sentimental y composición escenográfica, que recogerá la moda por el historicismo y el eclecticismo, así como por la estética de la ruina. Son paisajes de elaboración intelectual, no de imitación de la realidad, donde la naturaleza es el marco de una cosmovisión donde el autor refleja su concepción ideal del mundo. Los paisajes románticos son elaboradas escenografías donde la naturaleza es parte de un complejo diseño donde, junto a ésta, figuran construcciones y elementos anecdóticos, o la presencia de pequeñas figuras humanas que se ven inmersas en la inmensidad del marco natural. Destacó la obra de Joseph Mallord William Turner y John Constable, así como Caspar David Friedrich, Ernst Ferdinand Oehme y Carl Blechen en Alemania, Caspar Wolf en Suiza, Claude-Joseph Vernet en Francia y Jenaro Pérez Villaamil en España.